# Olympische Winterspiele 2002/Teilnehmer (Georgien)
| Gelbes Symbol für Goldmedaillen mit stilisierten Olympischen Ringen | Graues Symbol für Silbermedaillen mit stilisierten Olympischen Ringen | Braundes Symbol für Bronzemedaillen mit stilisierten Olympischen Ringen |
| ------------------------------------------------------------------- | --------------------------------------------------------------------- | ----------------------------------------------------------------------- |
| —                                                                   | —                                                                     | —                                                                       |

Georgien nahm an den Olympischen Winterspielen 2002 im US-amerikanischen Salt Lake City mit vier Athleten, die in drei Disziplinen an den Start gingen, teil.
Für Georgien war es die dritte Teilnahme an Olympischen Winterspielen.

## Flaggenträger
Die Skifahrerin und einzige weibliche Athletin, Sopiko Achmeteli, trug die Flagge Georgiens während der Eröffnungsfeier im Rice-Eccles Stadium.

## Übersicht der Teilnehmer

### Eiskunstlauf
Männer
- Wachtang Murwanidse
17. Platz (26,0)

### Ski Alpin
Frauen
- Sopiko Achmeteli
Riesenslalom: Ausgeschieden (1. Lauf)
Slalom: Ausgeschieden (1. Lauf)

Männer
- Robert Macharaschwili
Slalom: Ausgeschieden (1. Lauf)

### Skispringen
- Kakha Tsakadze
Einzel, Normalschanze: 66. Platz (75,0 Pkt., Qualifikation)
Einzel, Großschanze: 50. Platz (54,0 Pkt., Qualifikation)